# الرحم المقوسة
الرحم المقوسة هو عيب خلقي حيث يكون تجويف الرحم مقعرًا نحو القاع. عادةً ما يكون تجويف الرحم مستقيمًا أو محدب نحو قاع الرحم في التصوير الأمامي الخلفي، ولكن في الرحم المقوسة تنخفض بطانة الرحم في شكل متقوس نحو قاع الرحم مما يمكن أن يشكل حاجزًا صغيرًا. لا يتم التمييز بين الرحم المقوسة والرحم ذو الحاجز بشكل روتيني..

## العلامات والأعراض
قد لا تكون الحالة معروفة للفرد المصاب ولا تؤدي إلى أي مشاكل في الإنجاب؛ وبالتالي تحدث حالات حمل طبيعية. في الواقع، لا يوجد توافق في الآراء حول العلاقة بين الرحم المقوسة وفقدان الحمل المتكرر. وبناءً على ذلك، لا يتم تشخيص المرض إلا من حيث فحص علم الأمراض؛ أي بفحص الأنسجة تحت المجهر.
تشير إحدى الآراء أن هذه الحالة ترتبط مع خطر أعلى للإجهاض التلقائي، والولادة المبكرة، وسوء المجيء؛ أي كيفية خروج الجنين من رحم أمه. وهكذا وجدت دراسة تقييم للنساء المصابات بنزيف الرحم عن طريق المنظار الرحمي أن 6.5٪ من أعراض الرحم المقوسة كانت دليلًا على الاعتلال التناسلي. كشفت دراسة مستندة إلى تصوير الرحم بالصبغة الكشف عن أعراض الرحم المقوسة وارتباطها بزيادة فقدان الجنين ومضاعفات الولادة كمخاطر للنساء المتضررين. وجد ولفر أن خطر الإجهاض يزداد في الأشهر الثلاثة الثانية؛ أي الشهر الرابع والخامس والسادس. في المقابل، أوضحت دراسة بأنّ انتشار الرحم المقوسة لا يزيد خطر فقدان الإنجاب، والذي تمّ توثيقه باستخدام الموجات فوق الصوتية. في هذه الدراسة كان 3.1٪ من النساء لديهن مشكلة الرحم المقوسة، مما يجعلها أكثر العيوب الخلقيّة في الرحم شيوعًا. وكان هذا الانتشار مماثل لما كان عليه في النساء الخاضعات للتعقيم، وأقل مما كان عليه في النساء المصابات بفقدان الحمل المتكرر.

## الأسباب
يتم تشكيل الرحم أثناء التطور الجنيني عن طريق الانصهار قنوات مولريان الاثنين. خلال هذا الانصهار يلغي التقسيم بين القناتين مما يخلق تجويفًا واحدًا. تبدأ هذه العملية من أسفل إلى أعلى، وبالتالي فإن الرحم المقوسة تمثل في المرحلة النهائية عملية امتصاص غير مكتملة.

## التشخيص
يمكن أن يتم تشخيص الحالة عن طريق الموجات فوق الصوتية عبر المهبل.
توجد بعض التقنيات الأخر المفيدة لتصوير هيكل الرحم مثل الموجات فوق الصوتية عبر المهبل وتخطيط الصدى النسائي، وتصوير الرحم بالصبغة، والتصوير بالرنين المغناطيسي، وتنظير الرحم. في الآونة الأخيرة تم استخدام الموجات فوق الصوتية ثلاثية الأبعاد كطريقة غير غازية ممتازة لتشخيص الحالة.

## التشخيص التفريقي
التشخيص التفريقي الرئيسي هو الحاجز الرحمي. وعدم التوصل إلى اتفاق لفصل هذين الكيانين يجعل من الصعب تقييم النتائج في المؤلفات.

## العلاج
لا يواجه العديد من المرضى الذين يعانون من الرحم المقوسة أي مشاكل في الإنجاب ولا يتطلب إجراء أي عملية جراحية. في المرضى الذين يعانون من فقدان الحمل المتكررة يتم استئصال الرحم عن طريق المنظار

## إحصاءات وبائية
وتستند معظم الدراسات لتشوهات الرحم على السكان من النساء الذين عانوا من الإجهاض التلقائي وبالتالي لا تعالج مسألة الانتشار في عامة السكان. أوضحت دراسة أجرها ولفر وآخرون على النساء اللواتي ليس لديهن مشاكل في الإنجاب أن حوالي 5٪ من النساء ذوات الرحم المقوسة كان الرحم ذو نتوء في تجويف القاع وكان الرحم ذا زاوية قمية أكثر من 90 درجة. وبناءً على ذلك، عُدَّ الرحم المقوسة هو أكثر العيوب الخلقيّة في الرحم شيوًعا، يليه الحاجز الرحمي (3٪) والرحم ثنائي القرن (0.5٪).